# Antonín Vašek
Antonín Vašek (11. listopadu 1829 Háj ve Slezsku – 13. prosince 1880 Brno) byl český, ve Slezsku působící středoškolský profesor, novinář, filolog a národní buditel místních Čechů.
Stal se jedním z prvních propagátorů české národní identity na území rakouského Slezska, organizátorem národního společenského života a vydavatelem prvního zdejšího českojazyčného periodika, Opavského besedníku. Po vynuceném odchodu na Moravu vešel ve známost zahájením otevřeného boje za prokázání podvrženosti Rukopisů královédvorského a zelenohorského na základě exaktních vědeckých znalostí. Byl rovněž otcem a významnou inspirací básníka Petra Bezruče.

## Dětství a mládí
Narodil se 11. listopadu 1829 jako syn Jakuba Vaška, hostinského a rolníka v Háji ve Slezsku, a Terezie rozené Hrnčířové z mlynářské rodiny v Třebovicích. Vychodil obecnou školu v Chabičově a tehdy čistě německojazyčné gymnázium v Opavě. Poté studoval filozofii a slavistiku na univerzitách v Olomouci, Praze a Vídni, kde absolvoval i přednášky France Miklošiče a začal získávat pozdější hlubokou znalost staročeštiny.
V roce 1857 byl úspěšně přijat za středoškolského učitele – působil po jednom roce na gymnáziích v Opavě, Jihlavě a Košicích v tehdejších Uhrách, než se v roce 1860 vrátil zpět do Opavy.

## Opavské období
S koncem bachovského absolutismu, obnovou parlamentní monarchie a návratem vlivu veřejnosti na rakouský politický život se Vašek, podporovaný úzkým kroužkem dalších českých vlastenců na Opavsku, začal s velkým osobním nasazením věnovat propagaci české národní identity, podpoře politiky soudobé Národní strany a obhajobě funkcí češtiny v převážně německojazyčné slezské úřední a školské praxi.
Na opavském gymnáziu otevřel a vedl nepovinný předmět čeština, v zemi vůbec první možnost seznámit se s literaturou a dějinami tohoto jazyka, navštěvovaný řadou pozdějších významných českých osobností regionu. Ve slovanských obcích rakouského Opavska i pruského Hlučínska pořádal národní „besedy“ – zábavní akce, spojené s osvětovými přednáškami a distribucí tiskovin. Účastnil se spolkového života a aktivně podporoval zakládání venkovských čtenářských sdružení. A už v roce 1861 sám, jen s finanční podporou Kazimíra Tomáška a zpočátku i s redakční pomocí Jana Lepaře, založil Opavský besedník, po krátce existující Holubici Cypriána Lelka druhé české periodikum ve Slezsku a první v jeho rakouské části.
Pracovní vypětí, které od něj práce na vydávání Opavského besedníku jako od prakticky jediného pisatele vyžadovala, jej nakonec spolu s vysokými finančními náklady donutilo, aby koncem roku 1865 vydávání listu ukončil. Tím více se však věnoval společenskému organizování – ještě v roce 1865 založil český čtenářský spolek v samotné Opavě, účastnil se propagace českých kandidátů ve volbách do zemského sněmu, vrcholem politické činnosti se pak 12. září 1869 stal masově navštívený „tábor lidu“, na Ostré hůrce u Chabičova, politická demonstrace na podporu federalizačního státoprávního programu.
Začal se zabývat také filologií, v roce 1872 sepsal pro každoroční Programm des k. k. Gymnasiums in Troppau článek Výklad slovanských místních jmen v Opavsku (i pruském), rozebírající etymologii toponym Opavského Slezska a vydaný posléze i jako samostatná brožura. Vydávání nového českého periodika, Opavského týdenníku redaktora Jana Zacpala, se naopak zúčastnil už jen jako spoluzakladatel a přispěvatel.
Vaškovy veřejné aktivity se nicméně setkávaly s rostoucím nesouhlasem vlivné německy orientované části veřejnosti, obávající se konkurence pro svou národní identitu, i zemských úřadů, spatřujících ve slovanských sentimentech možné ohrožení existence země či státu.
Po účasti na politické agitaci před říšskými volbami v létě 1873 už tedy slezská zemská vláda shledala Vaška příliš nepohodlným a 15. září 1873 byl z její iniciativy výnosem ministerstva kultu a vyučování, řízeného německou liberální stranou, přeložen do jihomoravského Brna, daleko od rodného prostředí.

## Brněnské období

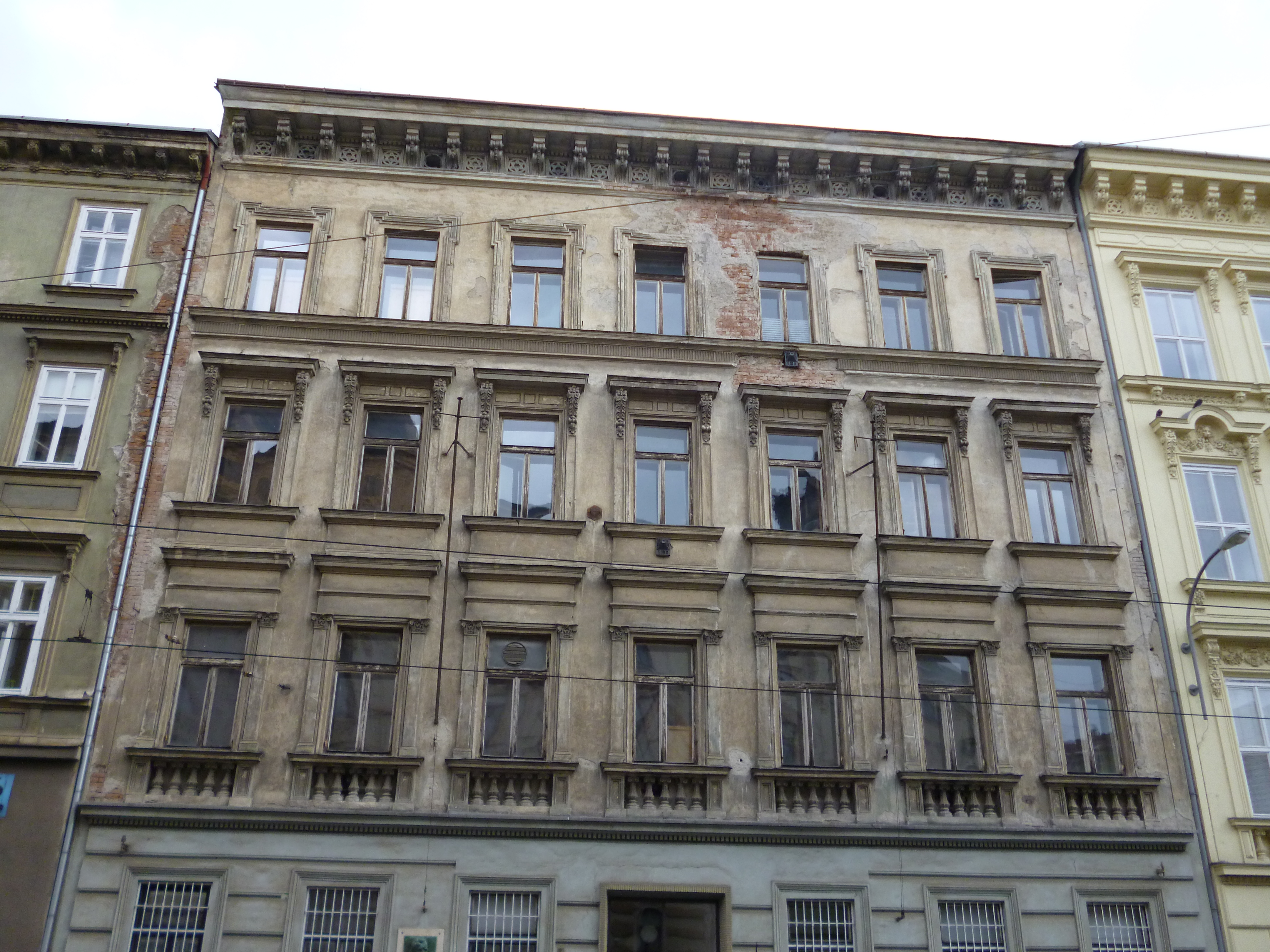
Budova někdejšího Slovanského gymnázia v Brně. Vaškovo působiště v letech 1873-1880.

Vaškovým novým působištěm se tak stalo brněnské Slovanské gymnázium.
V Brně se Vašek rychle začal účastnit českého společenského života a vstoupil do národních organizací; vedení gymnázia nicméně hledělo profesora s pověstí politického potížisty zaměstnávat natolik, aby nemohl být výrazněji veřejně činný, takže se jeho aktivity zúžily jen na práci pedagogickou a vědeckou.
Pokračoval ve filologickém studiu toponym, které ho po článku O povahopisných jménech osad staročeských (1876) přivedlo k hlubšímu rozboru českých kompozit, rozvíjenému v trojdílné časopisecké stati O složených slovech v češtině (1877–1879).

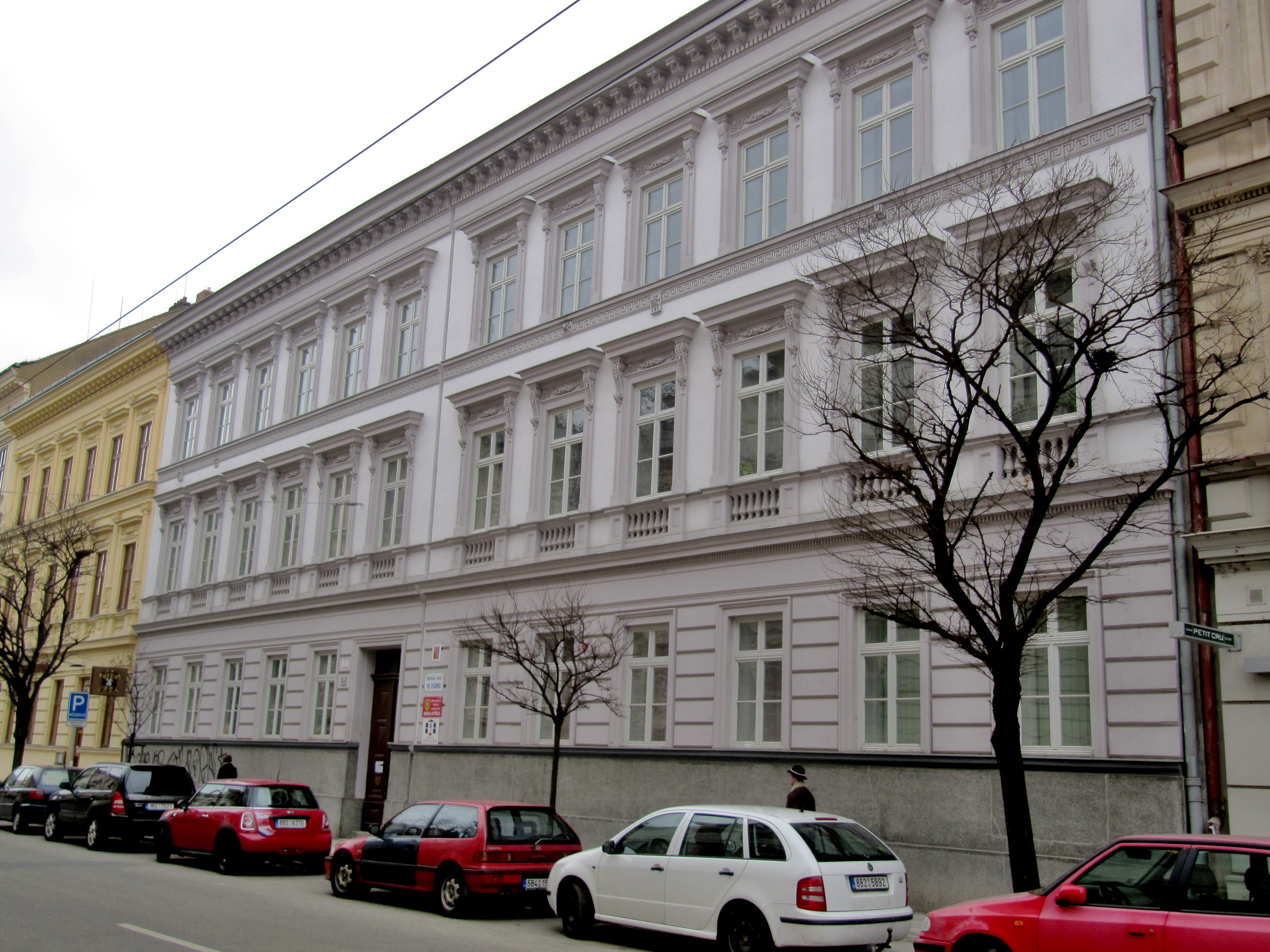
Dům č. 9 na Údolní ulici v Brně. Poslední bydliště a místo úmrtí Antonína Vaška.

Pochybnosti o textu Rukopisů královédvorského a zelenohorského, v dané době považovaných za nedotknutelné historické poklady národní literatury, jej nakonec přiměly provést i podrobnou analýzu jazyka těchto údajných památek, během které dospěl k rozhodnému odmítnutí jejich autenticity a ke konstatování, že se jedná o dílo jediného autora s moderními, pro středověkou češtinu vyloučenými jazykovými prvky. Pojednání Filologický důkaz, že Rukopis Kralodvorský a Zelenohorský, též zlomek evangelia sv. Jana jsou podvržená díla Vácslava Hanky, do nějž na jaře 1879 výsledky své práce vtělil, bylo ovšem odmítnuto všemi nakladatelstvími a odbornými časopisy, které Vašek oslovil, takže publikaci o 80 stranách byl autor nucen koncem téhož roku vydat vlastním nákladem. Reakcí české žurnalistiky, akademických kruhů i osobních přátel v Brně bylo v průběhu roku 1880 naprosté odmítnutí díla a ostrakizace Vaškovy osoby. Vašek sepsal několik obranných článků, z nichž jen menší část se mu ovšem podařilo vydat, a své vývody se rozhodl doložit i vypracováním komplexního slovníku staročeštiny.
Duševní vypětí, plynoucí ze společenského tlaku a intenzivní práce v zaměstnání i doma, spolu se ztrátou tělesného pohybu u něj ovšem probudily latentní hemoptyckou chorobu dýchací soustavy a po celoročním zhoršování, dlouho před plánovaným dokončením slovníku, Vašek 13. prosince 1880 v domácí pracovně zemřel při náhlém krvácivém záchvatu.

## Rodina

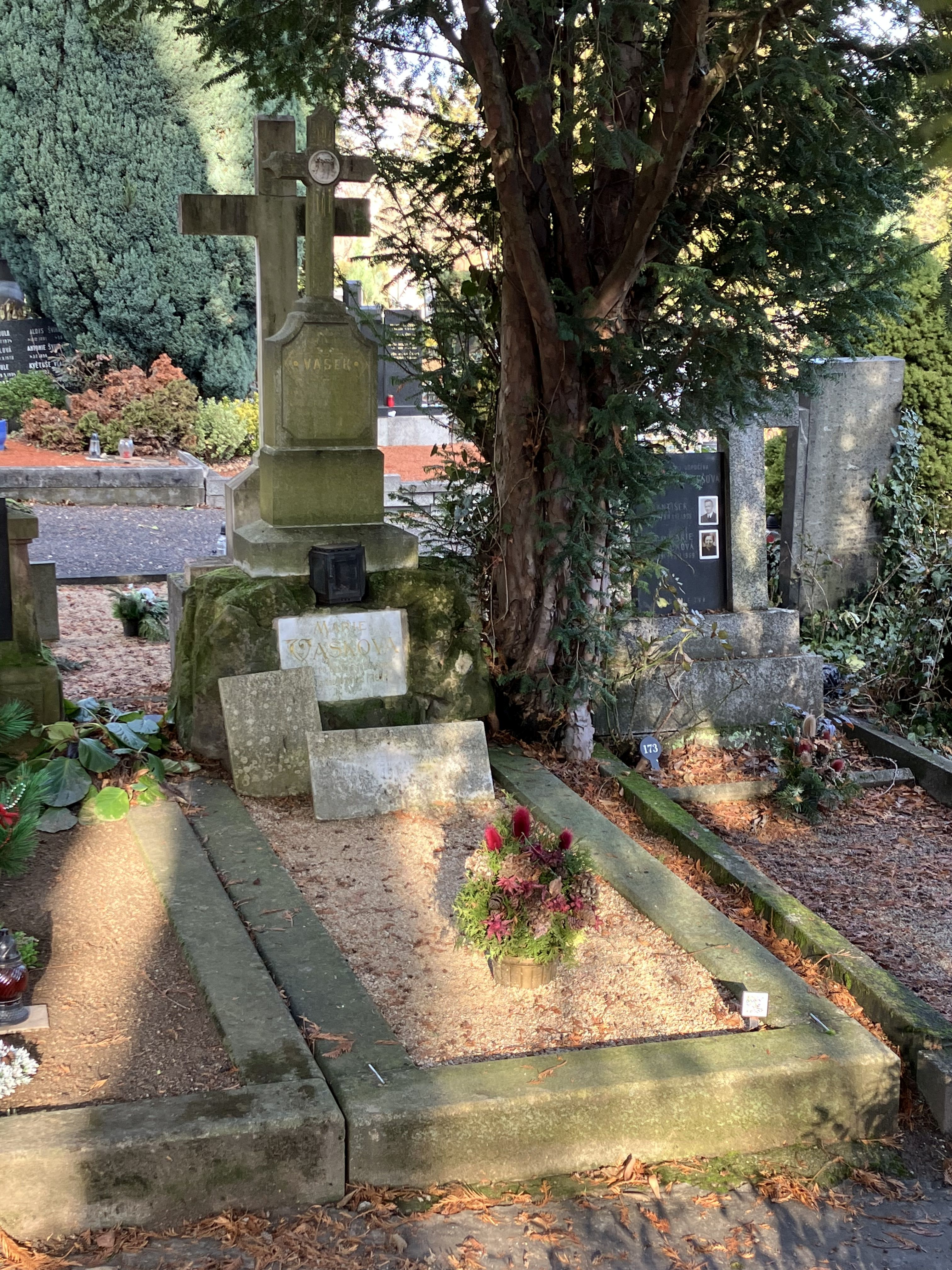
Druhý hrob Antonína Vaška (Ústřední hřbitov v Brně, sk. 19, hr. 172)

V létě 1865 se během cesty přes Čechy tehdy 34letý Vašek seznámil s 25letou Marií Brožkovou, sirotou z rodiny národně uvědomělého úředníka z Týnce nad Labem. Po pětiměsíční korespondenci ji požádal o ruku a ona, přes počáteční odpor svých poručníků, souhlasila.
Svatba, zpožděná vypuknutím prusko-rakouské války, proběhla v Kostelci nad Labem 18. září 1866. Z manželství se pak narodilo 6 dětí:
- Vladimír (1867–1958), pozdější básník Petr Bezruč.
- Helena (1869–1931), učitelka ve Strážnici a Židlochovicích.
- Ladislav (1871–1949), ředitel školy a muzea v Ivančicích.
- Olga (1873–1944), ředitelka školy v Brně.
- Otakar (1875–1940), ředitel pošty v Brně.
- Antonín (1879–1934), notář v Klimkovicích.[21]

Antonín Vašek byl pohřben na městském hřbitově v dnešní Kounicově ulici v Brně, po smrti jeho manželky v roce 1894 byly ale ostatky přeneseny do nového společného hrobu na brněnském Ústředním hřbitově.

## Odkaz
Vaškovo pedagogické působení na opavském gymnáziu zásadně přispělo ke zformování následující generace domácí národně uvědomělé inteligence, zasazující se ve Slezsku o šíření a emancipaci češství a češtiny. Jako neméně významná součást tohoto emancipačního procesu je pak hodnocen Opavský besedník a jeho vliv na nejširší veřejnost.
Na výsledky Vaškovy filologické práce později během 80. let 19. století při kritice Rukopisů navázal Jan Gebauer a kruh kolem Tomáše Garrigue Masaryka.
A svým příkladem v národně-buditelské práci i v obhajobě osobního přesvědčení Vašek významně ovlivnil i myšlení a tvorbu svého syna, básníka Petra Bezruče. Ten otce mimo jiné ocenil v samostatné básni svých Slezských písní:
| „ | NÁPIS NA HROB BOJOVNÍKŮV Kdyby z toho měl být pomník, co po tobě naházeli, hrotem by se nebe dotkl, lidu mého buditeli! Čacký národ! Dávno dřímáš, ještě pomník hotov není: ještě hážou po tvém hrobě těžký kámen po kameni! | “ |

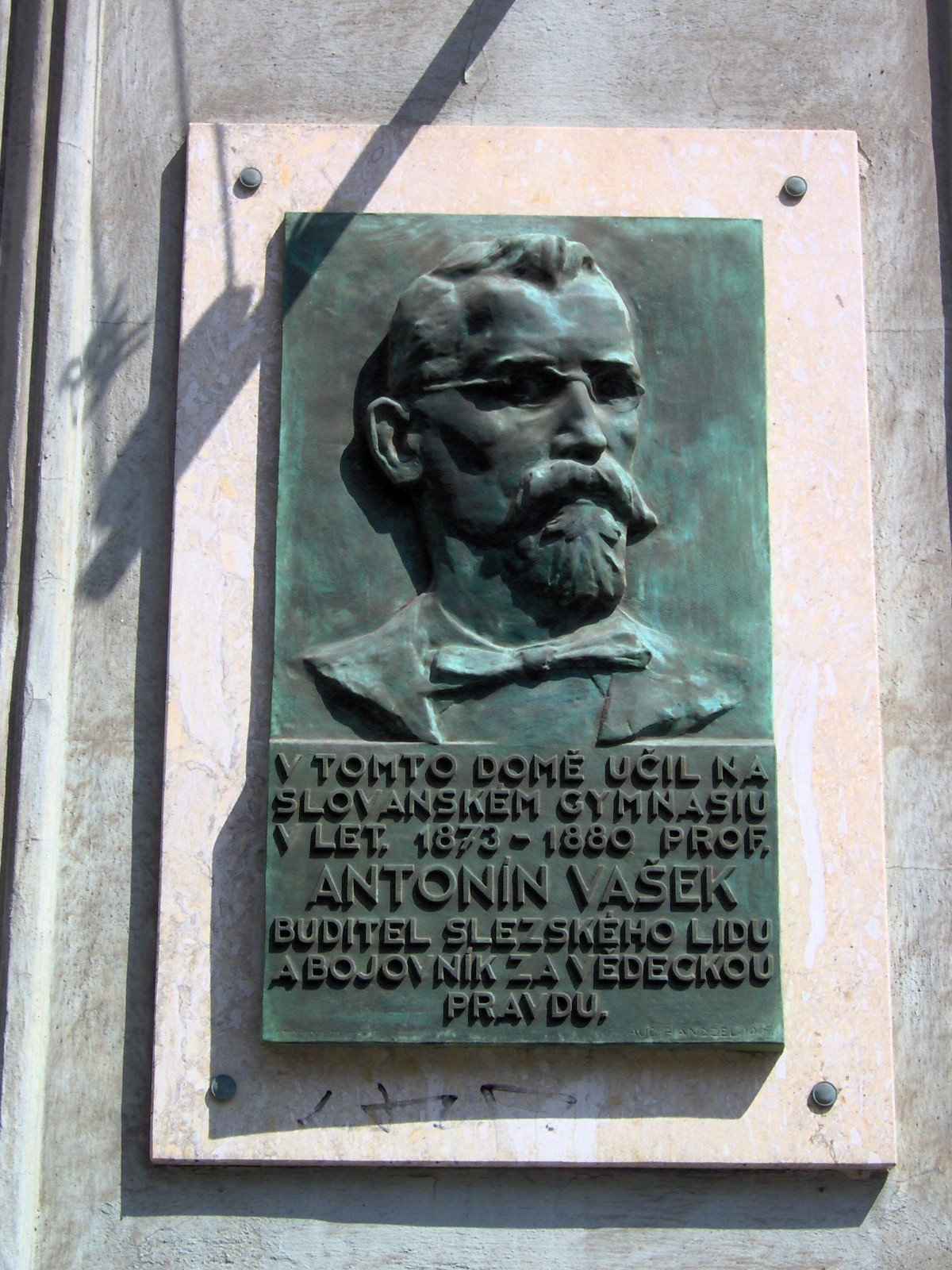
Pamětní deska Antonína Vaška na budově někdejšího Slovanského gymnázia v Brně.

Bezručův básnický počin pak zase významně přispěl k rehabilitaci Vaškovy osoby v očích české společnosti.
Vaškovo jméno nese několik náměstí a ulic v obcích České republiky:
- Vaškova ulice v Brně-Židenicích.
- Vaškovo náměstí v Opavě.
- Ulice Antonína Vaška  v Háji ve Slezsku.

## Dílo
- Výklad slovanských místních jmen v Opavsku. Opava 1872.
- O povahopisných jménech osad staročeských. Časopis Matice moravské VIII, 1876.
- O složených slovech v češtině I-III. Časopis Matice moravské IX-XI, 1877–1879.
- Filologický důkaz, že Rukopis Kralodvorský a Zelenohorský, též zlomek evangelia sv. Jana jsou podvržená díla Vácslava Hanky. Brno 1879.